# Cadillac Escalade EXT
Pour les articles homonymes, voir EXT.
Le Cadillac Escalade EXT est un pick-up haut de gamme qui reprend le nom et adopte la face avant du SUV Escalade, alors qu'en fait, il s'agit d'une version très luxueuse du Chevrolet Avalanche. Il n'a pas vraiment de concurrents si ce n'est les versions haut de gamme des gros pick-up américains comme le Ram, le Série F et Silverado. Son principal adversaire vient de chez Lincoln, le Blackwood, puis le Mark LT.

## Première génération (2002-2006)
L'Escalade EXT est apparu en 2002, basé sur la seconde génération d'Escalade, mais bénéficiant d'une longueur allongée de 57cm.

### Motorisation
L'EXT garde un des deux moteurs de l'Escalade de l'époque :
- V8 6.0 L 345 ch.

Il est disponible uniquement avec une boîte auto.

### Galerie photos

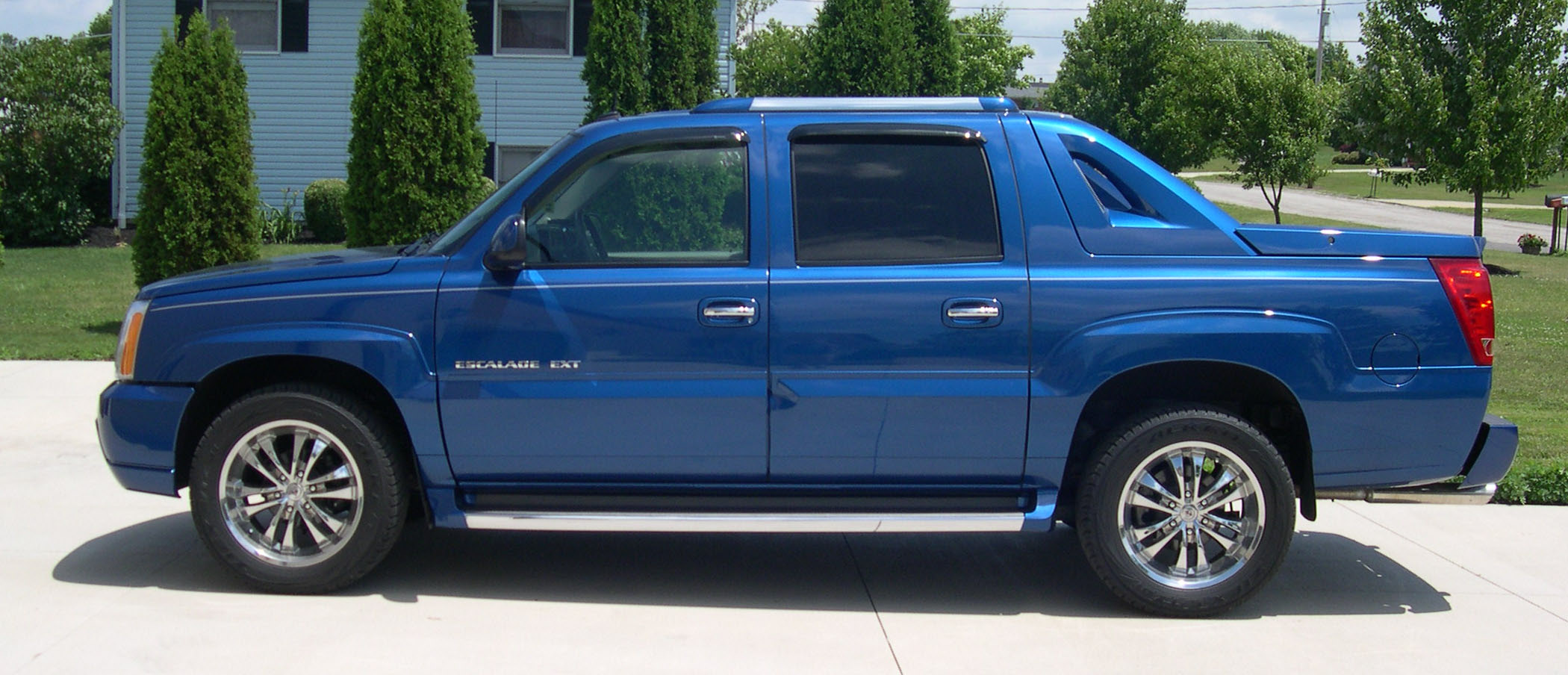
Escalade EXT 1re génération
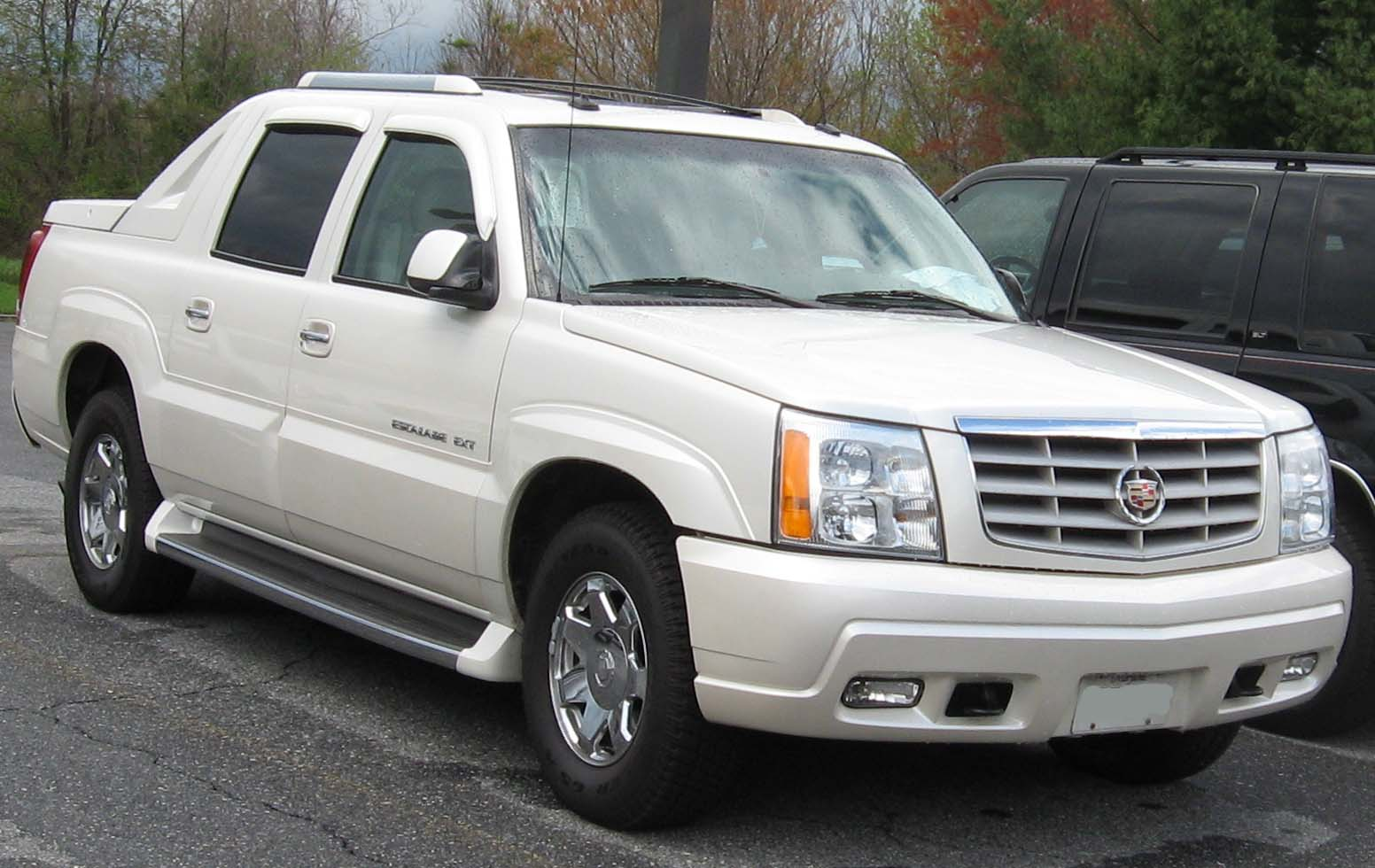
Escalade EXT 1re génération
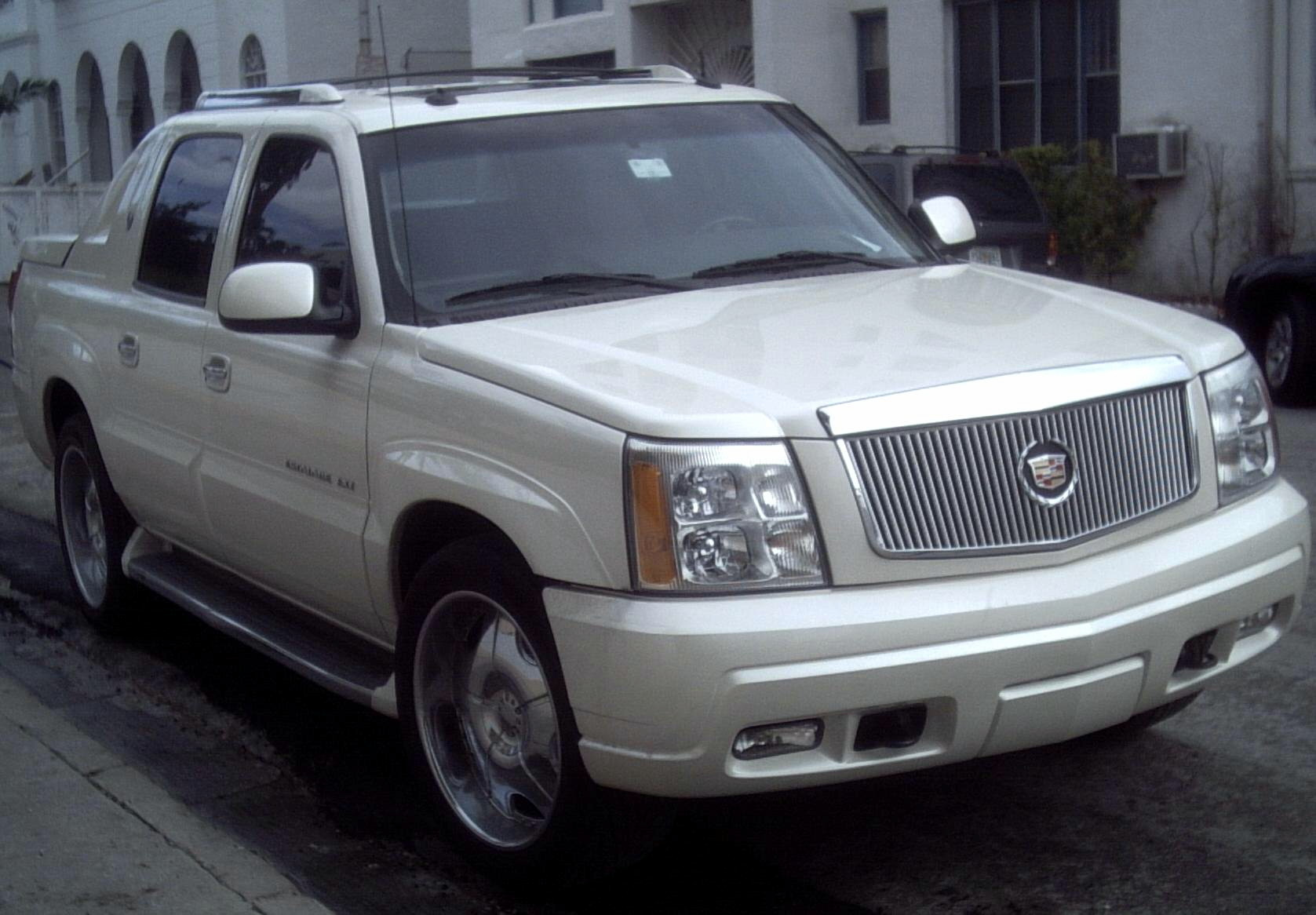
Escalade EXT 1re génération
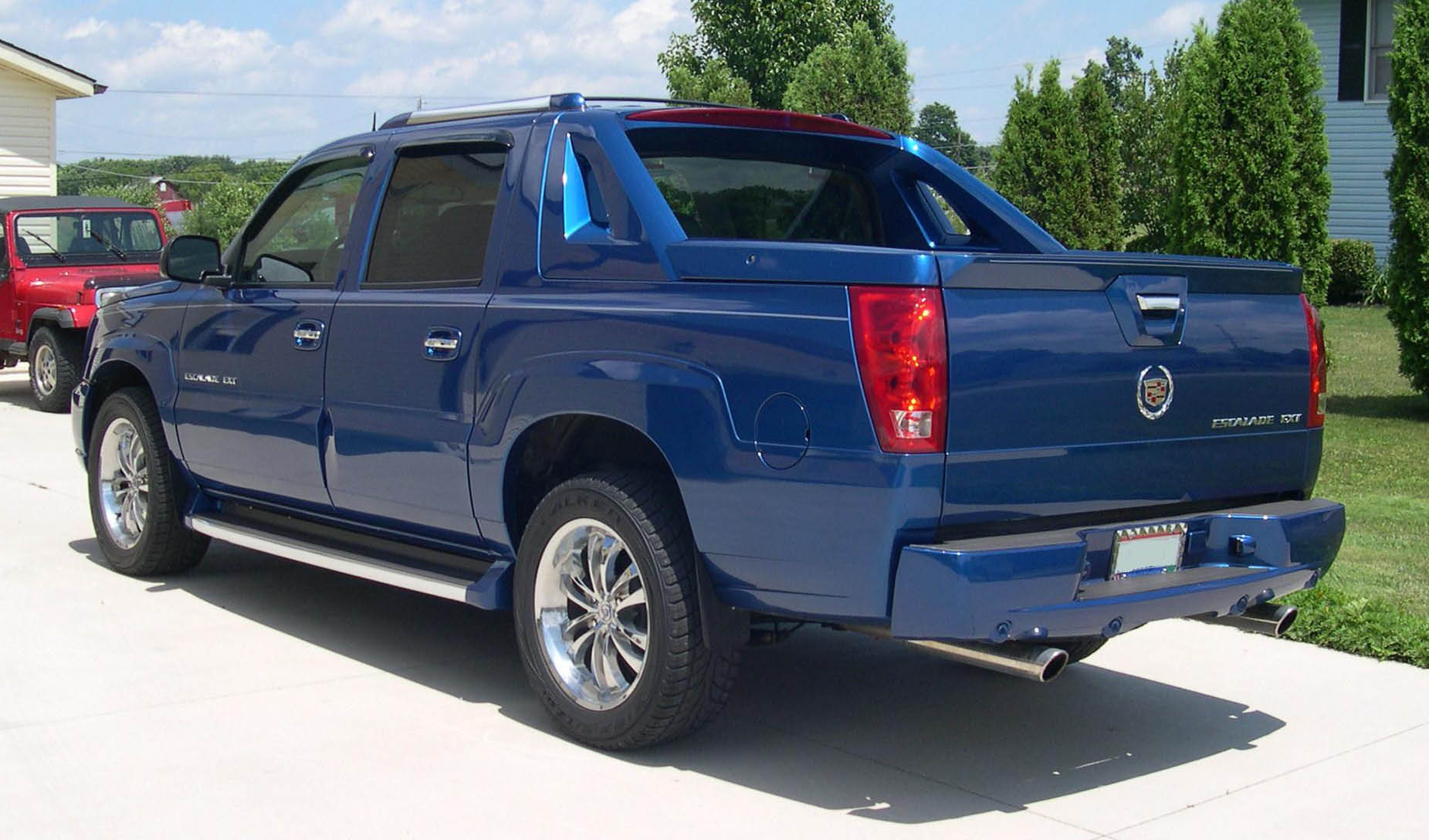
Escalade EXT 1re génération
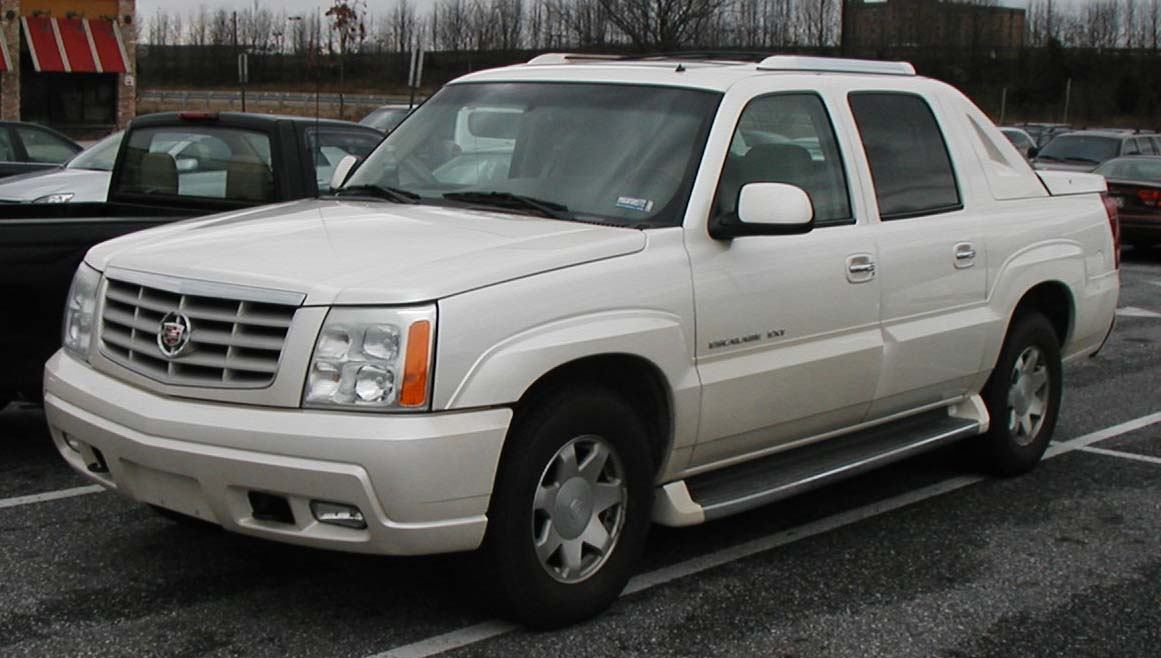
Escalade EXT 1re génération
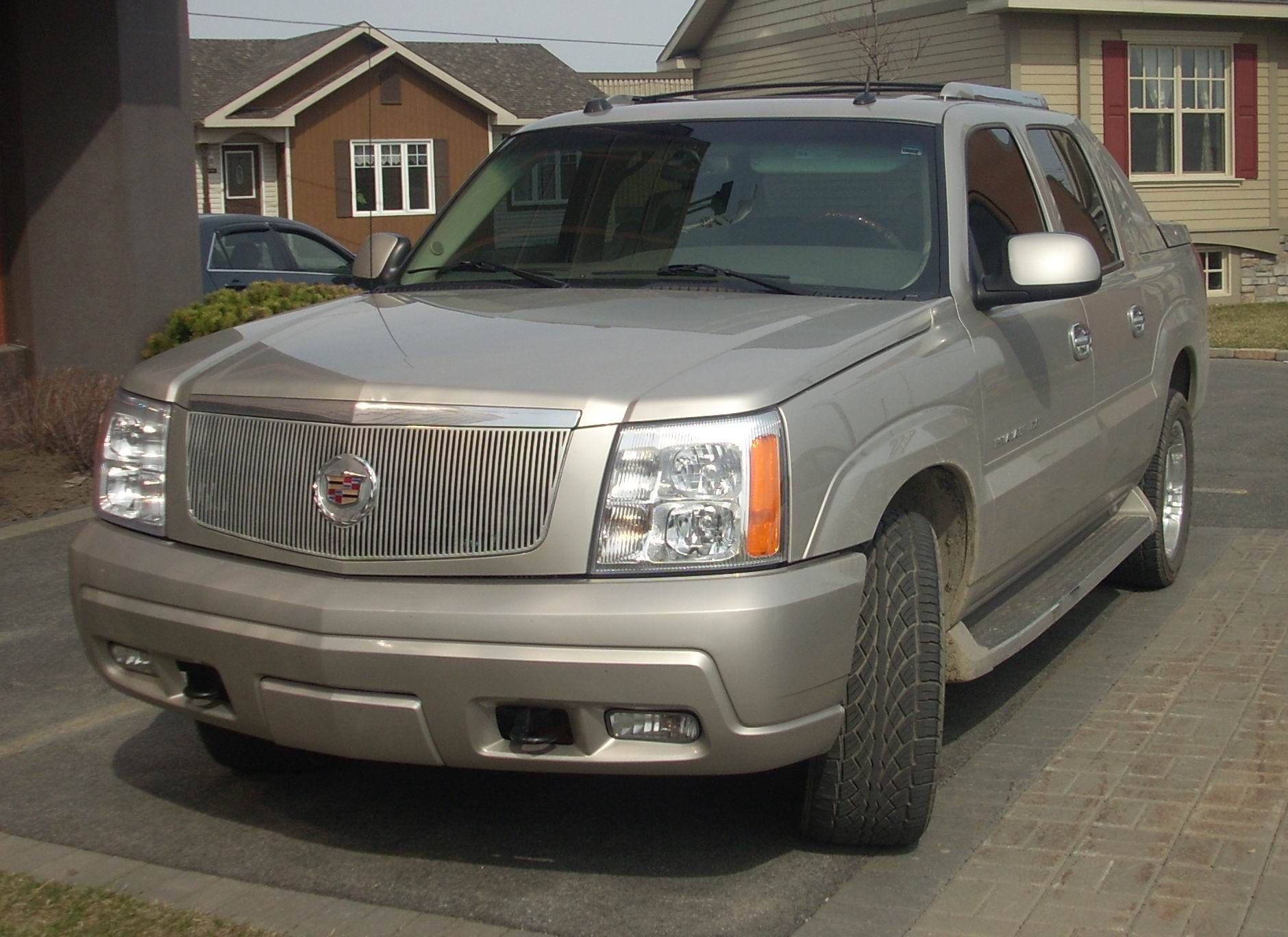
Escalade EXT 1re génération

## Deuxième génération (2006-2014)
Le nouveau EXT est apparu en même temps que la troisième génération de l'Escalade. Pas grand-chose n'a évolué par rapport à la première génération. Bien qu'il adopte un style différent, l'EXT est toujours étroitement dérivé du Chevrolet Avalanche seconde génération apparu la même année.

### Motorisation
Un seul bloc essence, celui de l'Escalade :
- V8 6.2 L 409 ch. Ce moteur peut fonctionner avec de l'E85.

Il dispose d'une boîte auto à six rapports couplée à une transmission intégrale.

### Galerie photos

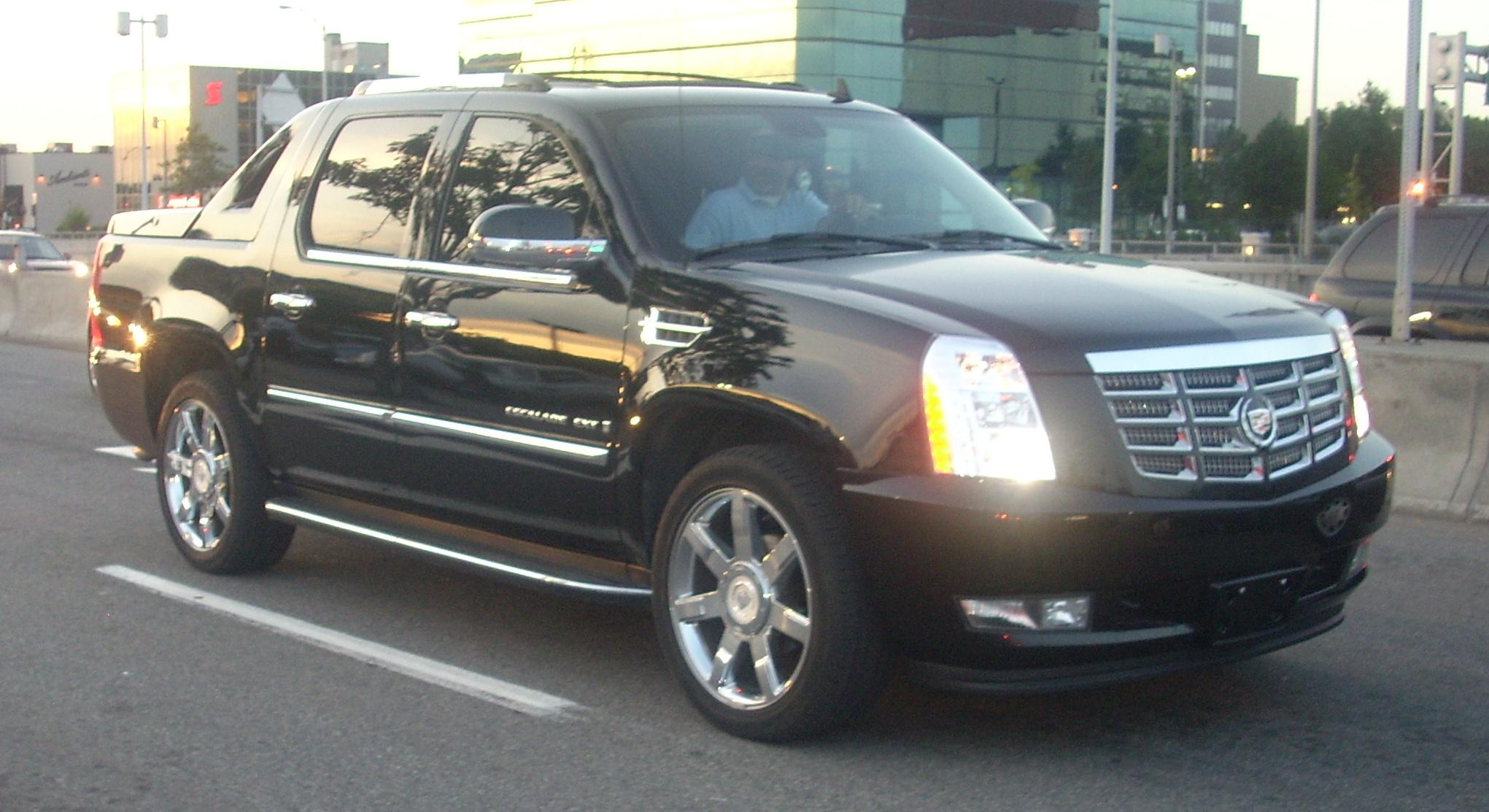
Escalade EXT 2e génération

## Ventes aux États-Unis
| Année          | Ventes | Diff.     |
| -------------- | ------ | --------- |
| 2001           | 546    |           |
| 2002           | 13 494 | +2371,4 % |
| 2003           | 11 256 | -16,6 %   |
| 2004           | 9 638  | -14,4 %   |
| 2005           | 7 766  | -19,4 %   |
| 2006           | 7 019  | -9,6 %    |
| 2007           | 7 967  | +13,5 %   |
| 2008           | 4 709  | -40,9 %   |
| 2009           | 2 423  | -48,5 %   |
| 2010           | 2 082  | -14,1 %   |
| 2011           | 2 036  | -2,2 %    |
| 2012 (11 mois) | 1 678  | -5,4 %    |
| Total          | 70 614 |           |